# 合人社グループ
株式会社合人社グループ（ごうじんしゃグループ）は、マンション管理の受託運営などを主要事業とする株式会社合人社計画研究所（ごうじんしゃけいかくけんきゅうしょ）を中心とした企業グループの持株会社である。グループ会社に対する経営戦略の立案と実行のサポートを行っている。
マンションデベロッパーの傘下に属さない、いわゆる独立系の管理会社である。

## 沿革
合人社計画研究所は1980年1月、広島市中区で資本金300万円の有限会社として設立された。創業者の福井滋は関西電力でダムの設計を行っていた人物で、1976年に広島に帰郷、広島工業大学工学部で助教授を務めながら同社を設立した。当初は環境土木関連のコンサルタント会社であったが、三井不動産が開発した広島市内の住宅団地で汚水処理施設の管理を請け負ったことが業務転換のきっかけとなった。汚水施設の管理は複数世帯からの管理費回収や定期的な修繕を必要とし、後のマンション管理にも通じる性質を持つ業務であった。この管理を適切に運営した実績を買われ、1983年に同社からマンション管理を受託、分譲マンション管理事業に進出した。その後は順調に管理戸数を伸ばし、1999年には業界12位に浮上した。こうした急速な伸張の一方で、1998年には管理会社を同社から別の会社へ変更しようとしていたマンション管理組合の理事長を同社が名誉毀損で訴え、逆に理事長側が管理妨害で同社を訴えるというトラブルも起きた。
2008年3月には関連会社のランドマーク（後に合人社シティサービスに吸収合併）がマンション管理大手の日本ハウズイングの株式を11.77%保有する筆頭株主となった。株式の保有は原弘産が日本ハウズイングとの提携不調から2008年2月にTOB実施を公表した後のことであったため、買収防衛策発動を回避する目的で原弘産と協調し分散取得を行っているのではないかと疑念を持たれたが、日本ハウズイング側の質問状に対し、原弘産は無関係を、ランドマークは単なる投資であると主張し、協調関係を否定した。しかし2008年6月、原弘産は日本ハウズイングの株主総会でプロキシーファイトに敗れ買収を断念、その後2012年に日本ハウズイングと業務提携を行ったが、2024年に日本ハウズイングがマネジメント・バイアウトを実施、これに伴い業務提携・資本関係を解消している。
- 2007年（平成19年）6月 - 合人社ホールディングスを設立。
- 2012年（平成24年）7月 - 合人社グループに社名変更[10]。
- 2013年（平成25年）1月 - 日本経済団体連合会(経団連)に入会[11]。

## 関連会社
- 合人社計画研究所
- 合人社エンジニアリング
汚水処理施設の管理を目的として「日本リサイクル」の名称で設立[12]。1992年4月に合人社エンジニアリングに社名を変更。
- 合人社シティサービス
- トーメン建物管理（1999年 -）
1999年、トーメングループの子会社でマンション管理を行っていたトーメン東建物管理（1978年設立）とトーメン西建物管理（1989年設立）に合人社計画研究所が資本参加した[13][14]。2007年には合人社計画研究所の完全子会社化され、2009年には東西会社が合併しトーメン建物管理となった。
- ダイイチ合人社建物管理（2002年 -）
第一交通産業の子会社、第一土地建物管理が株式40%を合人社に譲渡し、社名を変更して成立[15]。
- 合人社FGL（2003年6月 -）
芙蓉総合リースと提携。
- KL合人社（2005年11月 -）
九州リースサービス、アルバクリエイトと設立[16]。
- アイランド合人社サービス（2011年4月 -）
アイランドと提携。
- 沖縄合人社（2012年6月 -）
ファンスタイルと提携。
- ワークス合人社（2013年6月 -）
日本ワークスと提携。ワークスコミュニティから社名変更。
- ハウズイング合人社沖縄、ハウズイング合人社北海道（2013年7月 -）
日本ハウズイングと提携。
- デュアルタップ合人社ビルマネジメント（2013年7月 -）
デュアルタップと提携。
- パナホーム・合人社コミュニティ　→　パナソニック ホームズ・合人社コミュニティ（2013年10月 -）
パナホーム（現：パナソニック ホームズ）と提携。
- コクバ合人社ファシリティーズ（2014年7月 -）
國場組と提携。
- STAR合人社（2014年11月 -）
STARTと提携。
- ノイアンドコンピューティング（2016年12月 -）　→　G.FLEX
子会社化。
- 琉球くくる合人社（2020年2月13日 -）
ワンクラップと提携[17]。分譲マンション総合管理事業。
- セキスイ合人社タウンマネジメント（2020年10月 -）
積水化学工業と提携。
- G&G Community（2021年2月 -）
グローバル・リンク・マネジメントと提携。
- オープンハウス合人社コミュニティ（2022年2月 -）
オープンハウス・ディベロップメントと提携。
- えむぼま（2022年3月 -）
子会社化。クラウドとIoT技術を利用したシステムの構築・運用を手がける[18]。

### 過去の関連会社
- ジョー合人社コミュニティ（2007年 - 2011年10月）
ジョー・コーポレーションとの合弁[19]。2011年に合人社エンジニアリングに吸収合併。
- 広島エス・ワイ
- グリーン・クリーン
- ウェンディ企画